# Neuhaus-Schierschnitz
Neuhaus-Schierschnitz är en ortsteil i staden Föritztal i Landkreis Sonneberg i förbundslandet Thüringen i Tyskland. Neuhaus-Schierschnitz var en kommun fram till den 6 juli 2018 när den uppgick i Föritztal. Neuhaus-Schierschnitz hade 3 103 invånare 2018.